# Seção de Aviação do Signal Corps

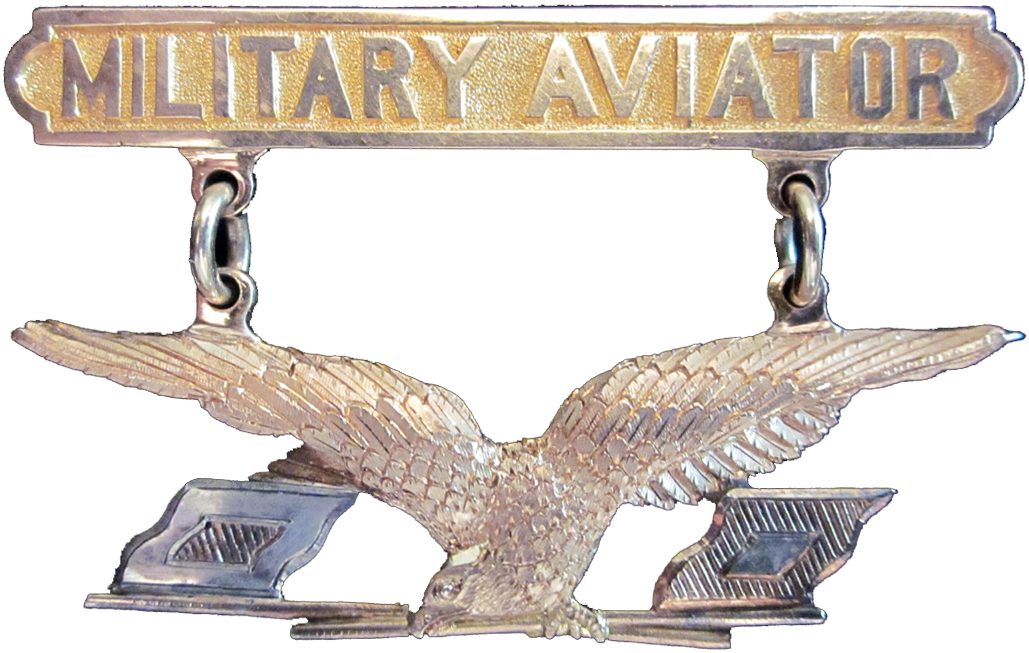
Insígnia de aviador de 1913.

A Seção de Aviação do Signal Corps, (do inglês Aviation Section, U.S. Signal Corps - ASSC), foi o serviço de aviação militar do Exército dos Estados Unidos no período entre 1914 e 1918, e um ancestral estatutário direto da Força Aérea dos Estados Unidos. Ele absorveu e substituiu a Divisão Aeronáutica do Signal Corps, e conduziu as atividades da aviação do exército até a Primeira Guerra Mundial, quando as sua responsabilidades estatutárias foram suspensas durante o período da Guerra. A Seção de Aviação organizou os primeiros esquadrões de aviação armada e conduziu as primeiras operações militares da aviação dos Estados Unidos em solo estrangeiro.
A Seção de Aviação do Signal Corps foi criada pela lei Nº 143 (Public Law 143), publicada pelo 63º Congresso em 18 de julho de 1914, depois de outras leis que tornaram o Serviço de Aviação, independente do Signal Corps. De julho de 1914 a maio de 1918, a Seção de Aviação ficou conhecida internamente com o nome do seu componente líder na época, sendo chamada de: Divisão Aeronáutica, Divisão Aérea, Divisão de Aeronáutica Militar entre outros nomes. Por conveniência histórica, a "força aérea" é mais frequentemente referenciada por sua designação oficial, a Seção de Aviação do Signal Corps, e é a designação reconhecida pela Força Aérea dos Estados Unidos como sua antecessora para esse período.
A Seção de Aviação começou a atuar num ambiente turbulento, primeiro na tentativa de tornar a aviação do exército numa corporação independente do Signal Corps, depois com os atritos entre seus pilotos, todos jovens e oriundos de outros setores, e seus líderes, que eram oficiais de carreira no Signal Corps e não eram pilotos. Apesar da designação do Tenente Coronel George Owen Squier como chefe na tentativa de estabilizar o ambiente da aviação do exército, o Signal Corps se viu completamente inadequado para a tarefa de dar suporte ao exército em combate quando os Estados Unidos entrou na Primeira Guerra Mundial em 6 de abril de 1917. Ele tentou organizar um corpo de aviação armada competente, mas esse esforço foi em geral caótico e na primavera de 1918, a aviação foi removida, primeiro da jurisdição do escritório do chefe do Signal Corps onde estava desde a sua criação, e mais tarde do Signal Corps como um todo. Os deveres da Seção não foram retomados depois da Primeira Guerra Mundial e foi formalmente desativada com a criação do Serviço Aéreo em 1920.

## Evolução da Força Aérea dos Estados Unidos
- Divisão Aeronáutica do Signal Corps (1 de agosto de 1907 – 18 de julho de 1914)
- Seção de Aviação do Signal Corps (18 de julho de 1914 – 20 de maio de 1918)
- Divisão de Aeronáutica Militar (20 de maio de 1918 – 24 de maio de 1918)
- Serviço Aéreo do Exército dos Estados Unidos (24 de maio de 1918 – 2 de julho de 1926)
- Corpo Aéreo do Exército dos Estados Unidos (2 de julho de 1926 – 20 de junho de 1941)
- Forças Aéreas do Exército dos Estados Unidos (20 de junho de 1941 – 18 de setembro de 1947)
- Força Aérea dos Estados Unidos (18 de setembro de 1947 – presente)